# 2016年电动方程式香港大奖赛
2016年电动方程式香港大奖赛（英語：2016 Hong Kong ePrix），全称2016年国际汽车联合会电动方程式香港电讯香港大奖赛（英語：2016 FIA Formula E HKT Hong Kong ePrix））是于2016年10月9日在香港中环海滨赛道举办的电动方程式比賽，吸引30000名观众到场观赛。活动是2016 - 17年电动方程式锦标赛的首站比赛，也是锦标赛首次来到香港。第七位发车的e.Dams-雷诺车队车手塞巴斯蒂安·布米赢得45圈的比赛，Abt Sportsline车手卢卡斯·迪·格拉西和马辛拉德车队的尼克·海费尔德分列二三位。
资格赛录得最快圈速的尼尔森·小皮奎特赢得头位，首圈保持领先优势。他开足马力甩开其他参赛者，稳守首位，直到第17圈过弯后撞上障碍物，避开荷西·马利亚·卢比斯受损的车辆，从而使得山姆·伯德冲上首位。部分车手选择在赛车维修站停车更换第二辆车，而伯德选择留在赛道上，直到跑完八圈才停车。他的第二辆车碰上技术问题，布米借势冲上头位。迪·格拉西紧随布米不过两秒，但必须减少电能消耗，没能冲上挑战他，使得布米在剩下的比赛中锁定胜局。比赛过程中，共有四位车手进入前三名。
比赛是布米的赛季首胜、电动方程式职业生涯第七次胜利，结果显示布米以25的积分领跑锦标赛车手积分榜，领先迪·格拉西7分，比海费尔德多3分。布米的队友尼克·普罗斯特排第四积12分，安东尼奥·费利克斯·达·科斯塔前五名完赛积10分。e.Dams雷诺车队在车队积分榜上有19分的优势，领先并列第二的Audi Sport ABT和安德烈提车队。马辛拉德车队领先第五位的中国車隊9分。

## 背景

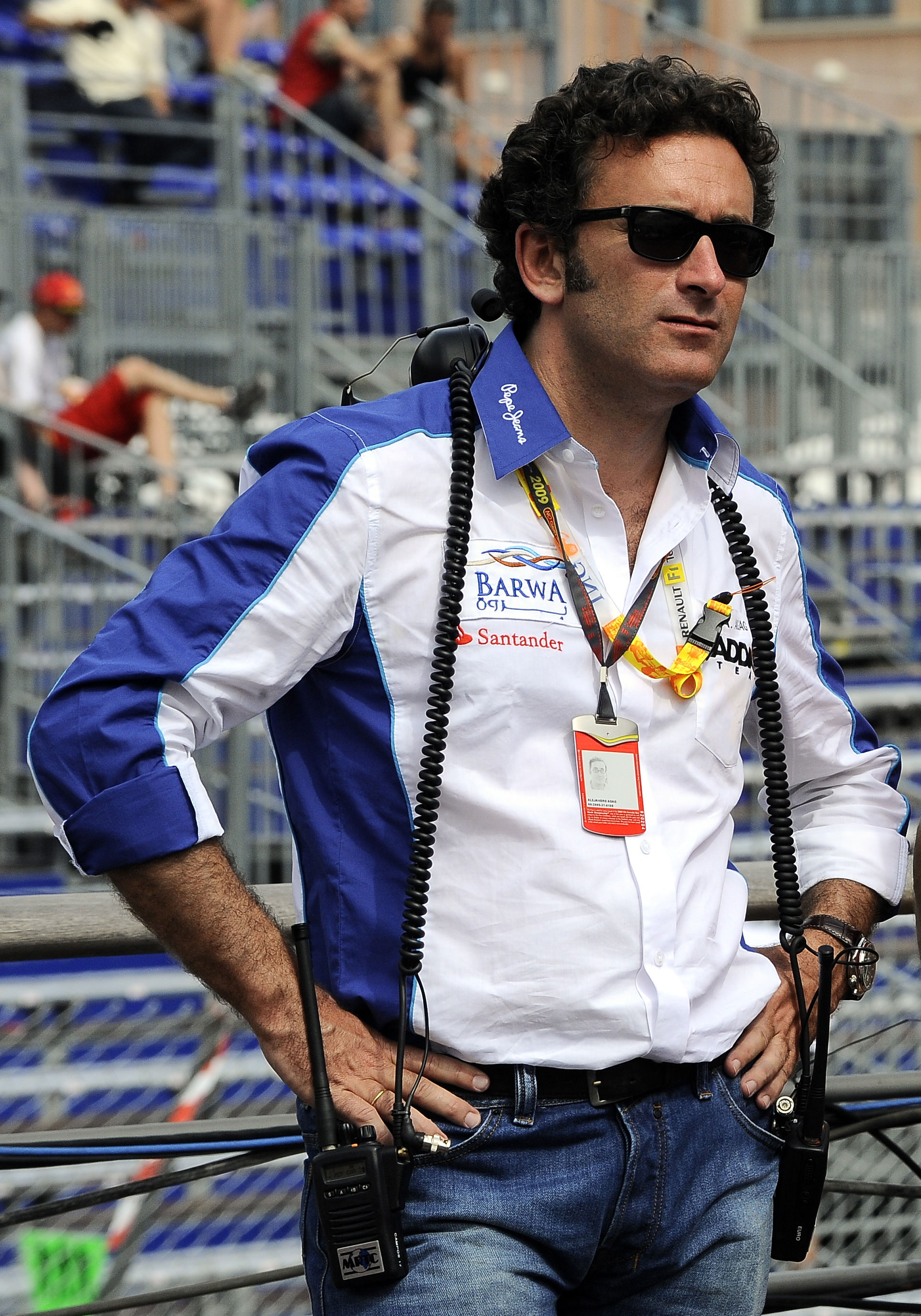
阿雷让德罗·阿加戈于2015年10月宣布香港大奖赛。图片摄于2009年。

在香港举办比赛的想法，最早在2013年提出。设计团队考察了城市，希望将比赛纳入2014-15赛季的赛程表，但地方政府和赛车运动国际管理机构国际汽车联合会的谈判及批准耗时比预期要长。原先的设计方案包括香港政府总部所处的龙和道一段下车道，但当局以安全原因否决。直至2015年10月，电动方程式创办人兼总裁阿雷让德罗·阿加戈在中環海濱活動空間召开新闻发布会宣布香港电动方程式大奖赛，但国际汽联的进一步审核一直悬而未决。后来在2016年9月，国际汽联世界汽车运动理事会确认大奖赛纳入2016-17赛季赛程。香港站是赛季计划的12站单座位电动汽车比赛中的首站比赛，2016年10月9日在香港中环海滨赛道举行。e.Dams-雷诺、Audi Sport ABT、维珍、龙车队、马辛拉德车队、文图里车队、钛麒车队、安德烈提车队、NextEV和捷豹车队共10支参赛车队各派两名选手参赛。
步入新赛季，部分车队决定沿用上赛季阵容，然而，还是有部分车队换了车手。其中一个重要的变更是捷豹车队的换血，2008-09 A1 大奖赛冠军亚当·卡罗尔和2012年GP3系列赛冠军米奇·埃文斯首次代表车队征战。上赛季，亚久里队被中国体育发展和管理机构盛力世家（SECA）收购，更名为钛麒车队，名下车手有让-埃里克·维尔格尼和马青骅。GT世界杯卫冕冠军马罗·恩格尔获文图瑞聘任，取代世界耐力锦标赛车手迈克·康威，同时维珍聘请了世界房车锦标赛三连冠荷西·马利亚·卢比斯，联手电动方程式冠军山姆·伯德。最后的换将出现在马辛拉德车队，两届澳门格兰披治大赛车冠军和2015年欧洲三级方程式锦标赛卫冕冠军菲利克斯·羅辛基斯加盟，联手尼克·海费尔德。卫冕冠军车手塞巴斯蒂安·布米继续留在雷诺车队，这位瑞士车手再度搭档尼克·普罗斯特。
布米认为，锦标赛第三个赛季比赛增加，意味着他不能着重于赶上他在上个赛季的胜利。他表示，他并没有考虑紧咬着冠军不放，反倒希望尽自己所能尽量多地赢取比赛。上个赛季在车手榜中仅次于布米的卢卡斯·迪·格拉西则表态，他的车队进取心极大，过去两个赛季分别拿到第三和第二后，这次希望成为新的车手冠军，但认为比赛可能会经历“最多样化且可能是最激烈的电动方程式赛季。”迪·格拉西希望赢得比赛，如果他成为赛事首战的冠军，会“非常棒”。海菲尔德透露，他期待着新赛季的开启，一心帮助他的车子在锦标赛中获得名次。
1.860（1.156英里）长的赛道由罗德里戈·努涅斯（Rodrigo Nunes）设计，共设10个拐角。由于地方政府否认在比赛前一天封路的许可，赛道搭建耗时8日，赶在比赛前于星期五完工。街灯移位和伐树、调低下水管井盖、转换现有道路设施等工程共花费2000万港币。主办方要求警方及物业管理公司于比赛当天封锁香港大会堂平台及停车场顶层、天星码头多层停车场、国际金融中心商场顶层平台花园等位置，以致民耀街行人天桥被半透明的布幕围蔽，防止没能买到高价门票市民围聚观赛引发事故。市民只能从国际金融中心商场的苹果商店及大会堂高层的落地玻璃远眺赛道，遭到学者和市民批评。赛道获得车手高度评价。马青骅表示赛道“非常激动人心”，认为在比赛中能看到大量的超车专业动作。罗辛基斯认为赛道表现“难以置信”，超出他的预期，让他留意到美国的赛虽比澳门的多很多，却是崎岖不平。然而，有人担忧三个急转弯的地方没有路牙或明显的标志。海费尔德认为这造成了他的车被撞的风险。安东尼奥·费利克斯·达·科斯塔遮挡了马辛拉德车手的视线，表示观察完转弯的缓冲区，需要把轮胎装上。

## 战报

### 练习和排位赛

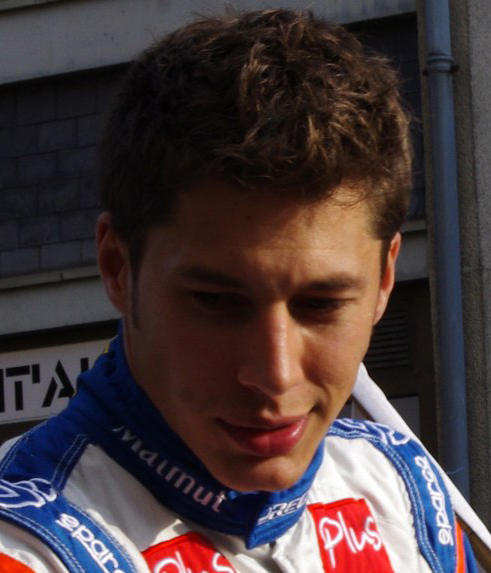
路易克·杜瓦尔撞车后，第二轮练习赛暂停10分钟。图片摄于2011年。

两轮练习赛提前于星期天下午的比赛，在早上举行。首轮持续45分钟，次轮为30分钟。30分钟的测试于星期六中午举行，马青骅录得1:08.633秒的最快圈速，领先第二位的尼尔森·小皮奎特十分之四秒。普罗斯特的车停在赛道上临时中断了测试。两轮练习赛的天气温和。迪·格拉西使尽200千瓦全力，录得第一轮最快圈速1:02.381，比第二位的布米快0.145秒。第三位是丹尼尔·阿比特，恩格尔和维尔格尼紧随其后。前十车手还有伯德、斯蒂芬·萨拉玆、普罗斯特、费利克斯·达·科斯塔和罗辛基斯。开赛四分钟后，奥利弗·特维的车子因电力问题停在赛道上，比赛首次陷入中断，必须挂起红旗，让赛道工作人员将他的车子移出赛道。第二次暂停前，罗宾·夫林斯的车子过第九个弯失控堵住赛道，罗辛基斯撞向第一个湾的障碍物，搁置在拐角处的缓冲区。
第二轮练习赛，维尔格尼夺取1:02.350的最快圈速，领先于第二第三位的普罗斯特和伯德。罗辛基斯、费利克斯·达·科斯塔和海费尔德分列第四、五、六。布米列第七，马青骅列第八，萨拉玆排第九，第十是路易克·杜瓦尔，均入围排位赛。杜瓦尔车子失控，撞入第十弯外围屏障的入口，左侧车胎需拿掉，从赛道中央搬走他的车子造成比赛暂停十分钟。恩格尔车转向时右后轮的悬挂系统受损，但他还能缓慢驶回维修站。迪·格拉西走大线，开入第二弯缓冲处。他的车子转向离开拐角但撞上墙，尾翼被碰掉。洛佩兹撞上同一拐角的墙时丢掉前锥面，尾翼在他撞向第八弯的障碍物时从车子上脱离。车手的尾翼掉在赛车路线上，需挂黄旗。临近结束，小皮奎特重重撞上双急转弯出口处障碍物，导致比赛挂红旗告终。

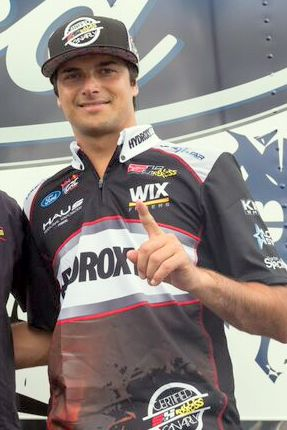
尼尔森·小皮奎特稳拿他的首位电动方程式生涯的头位。图片摄于2015年。

排位赛开始前，赛事工作人员选择撤走双急转弯处的路缘，这一变更在开赛前不久告知各车队。星期六下午的排位赛为期60分钟，分四组，每组五辆车。各组成员摇号决定，同时获得六分钟的在轨练习。所有车手只跑两圈计时圈，其中一圈开足马力。四组中最快的五位选手与赛道上一位比赛时间任意的车手入围“超级排位赛”环节，倒序发车。五位选手只需赛一圈计时圈，发车顺序由选手们的最快时间决定。录得最快圈速的车手在车手积分榜和车队积分榜上积3分。排位赛天气状况温和。路缘的修改和航脏的赛道导致圈速比排位赛中测得的至少要慢一秒，由于多名车手撞车，经过几番长时间的推迟，超级排位赛最终取消，发车顺序由四组的总最快圈速决定。
皮奎特夺得职业生涯首个头位，让他的车队NextEV拿到1:3.099的开门红。和他同样在赛车起跑线前排发车的队友特维则比他慢0.132秒。在他的首场电动方程式排位赛中，洛佩兹领先队友伯德位列第三。布米在四组中排名第一，起初比皮奎特慢十分之二秒，尽管他没有走大线或在全速圈中撞上障碍物，但只位列第五。罗辛基斯是第三组中首位开上赛道的车手，他驾车非常大胆，轻微撞到了障碍物，排名第六。阿比特排第七，领先杜瓦尔，但因在挂红旗的试车赛中超速而被罚延后三个位置发车。因此，维尔格尼继承了杜瓦尔的发车位置，在使用软胎和制动器的情形下录得最快圈速。普罗斯特在全速圈中为避免在双急转弯处撞车开得十分小心翼翼，却在过最后一弯时打滑，限制他在第九位发车。海费尔德前十完赛。
最快的车手恩格尔虽没有犯规，但没能排入前十，他的最快圈速比皮奎特的头位圈要慢十分之八秒，比第13位的费利克斯·达·科斯塔快十分之一秒。相应地，科斯塔领先新手卡罗尔领先约十分之四秒。紧随其后的是第15位的萨拉玆和第16位的埃文斯。埃文斯的冷刹车和软胎用得非常吃力，没能开快点。马青骅的左后轮撞上赛道里层的障碍物时受损，列第17。热罗姆·丹布罗西奥开得很艰难，受限落后于马青骅。第二组比赛时间还剩三分钟，迪·格拉西艰难推进，在双转弯处犯错撞墙，左前方车轮受损，红旗挂起，他只能在第19位发车。夫林斯的车碰到双转弯处的路牙，撞上障碍物，进了空气，导致比赛临时暂停，但他还是完成了比赛。

### 正赛

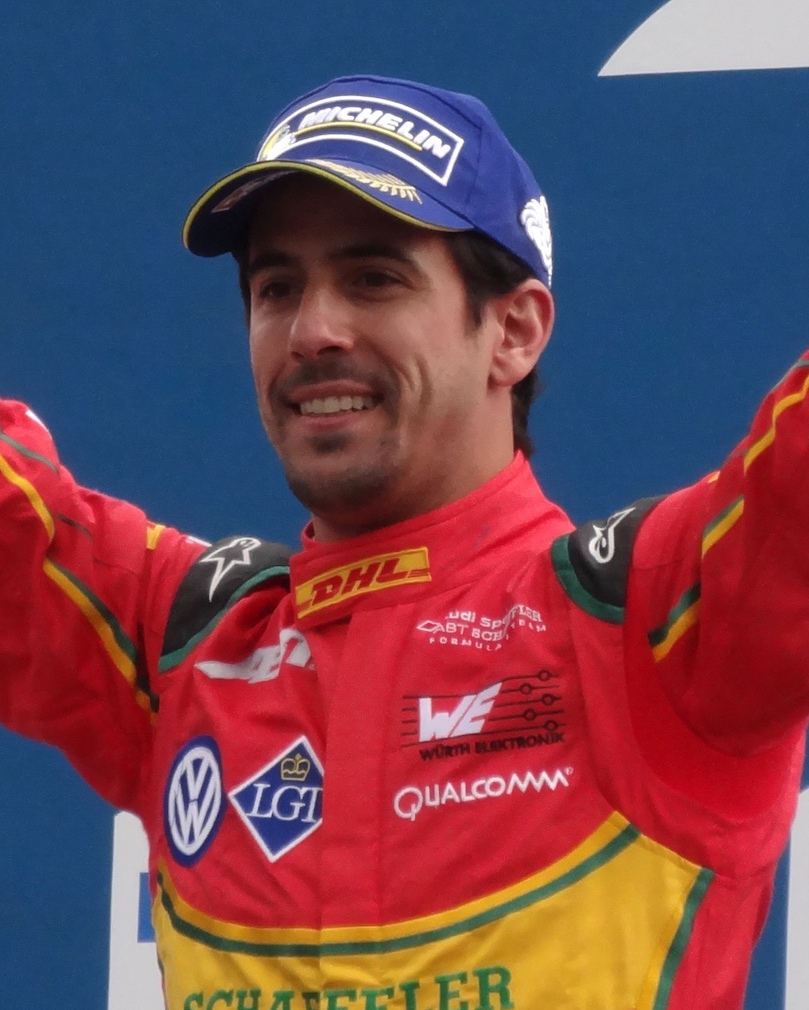
儘管車子在第1圈中受損，盧卡斯·迪·格拉西還是以第二名完賽。

电动方程式设置特殊环节“粉丝加速”（Fan Boost），由车迷票选三位在第二台车中多用100千瓦电力的车手。香港站的三位幸运儿分别是布米、迪·格拉西和洛佩兹，结果在第14圈公布。正赛开头天气干燥和暖，大部晴天，气温介于28.0-28.8 °C，赛道温度介于36.1–37.8 °C。天气预报称附近的强烈热带风暴带来阵雨，但云团在开赛前离开了香港。3万人到场观看比赛。香港时间（UTC+8）下午4点，比赛开始，皮奎特和特维轻松起步，保持第一和第二位，直入第一弯。洛佩兹走大线离开第一弯，轻轻碰到拐弯处的障碍物，队友伯德和布米趁机超车。洛佩兹严重失控，蹭到伯德掉出车队。过第二弯刹车，洛佩兹被安德烈提的车撞上，他的尾翼掉落，后面的马青骅急刹车，碰到费利克斯·达·科斯塔车尾端，掉了前翼。迪·格拉斯没能慢下来，撞到马青骅后面，鼻锥右前部散架。
普罗斯特出师不利，电力设置不当，跑完第1圈从第9名掉到14名，与此同时跑完同样距离的海费尔德领先他四个车位。第1圈结束，皮奎特领着队友特维，后面依次是伯德、布米、洛佩兹、海费尔德、罗辛基斯、杜瓦尔、维尔格尼、阿比特、恩格尔、费利克斯·达·科斯塔、埃文斯、普罗斯特、萨拉玆、卡罗尔、迪·格拉西、丹布罗西奥、夫林斯和马青骅。布米开始接近伯德和特维时，皮奎特掉了大队。第2圈，洛佩兹被马辛拉德车手海费尔德和罗辛基斯与杜瓦尔超越，掉到第8位，迪·格拉西和阿比特需进维修站修车，比赛挂起橙圈黑旗。压力之下，伯德取代特维，皮奎特到了第4圈大开两秒优势。第5圈，迪·格拉西走外线入双弯，出弯时超越萨拉玆和洛佩兹，冲到卡罗尔前面入第二个拐角。第6圈，伯德超越第二位的特维，接下来的一圈布米在第一弯中走内道，超了NextEV车手。

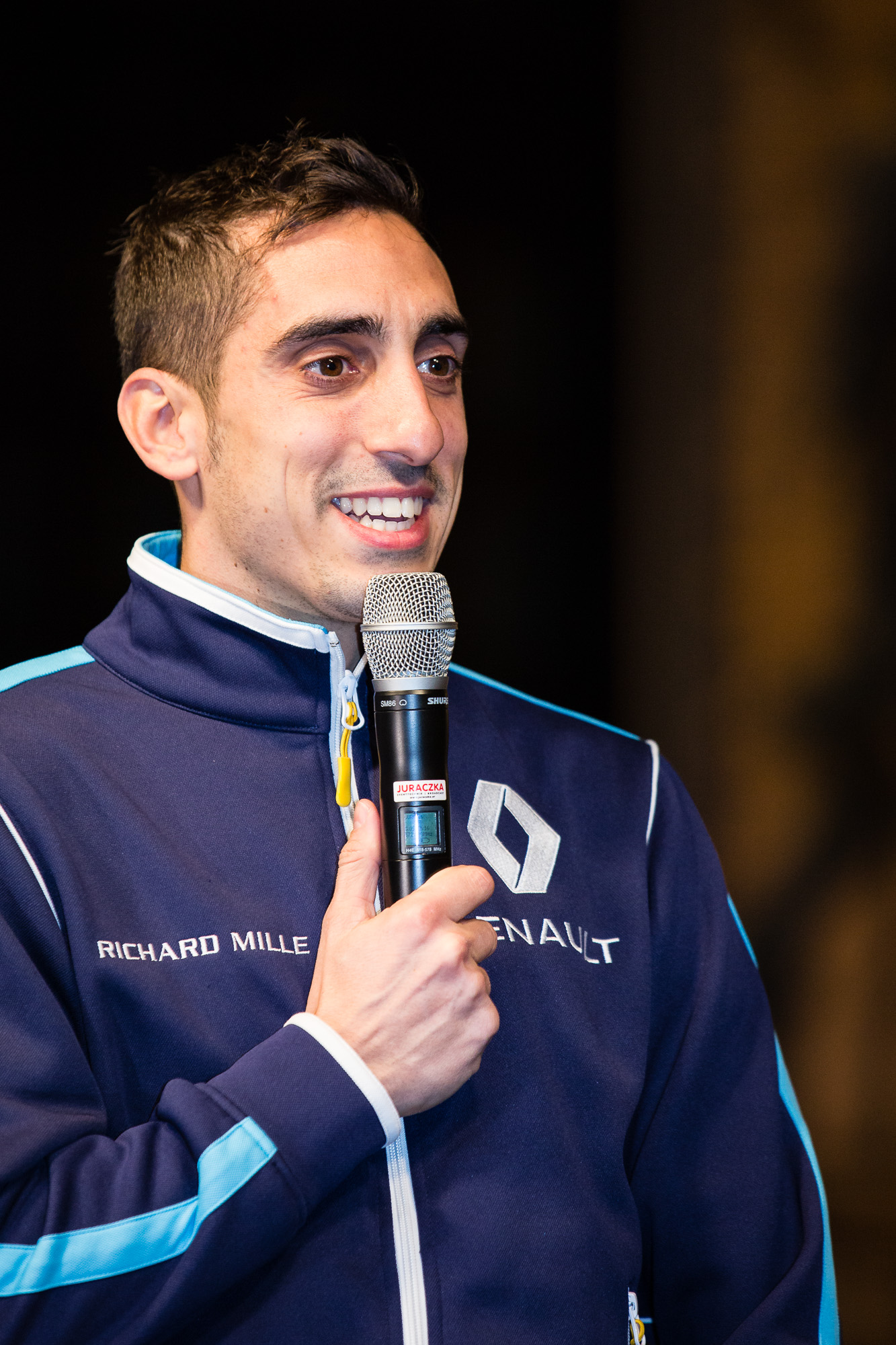
塞巴斯蒂安·布米稳拿赛季首胜。

第8圈，维尔格尼车水箱电池失效，被迫打破计划进站换第二辆车，掉了大队，此时同一圈的迪·格拉西也需要进站换前翼，出站时差点撞到赛道边的养护工。进入下面一圈，洛佩兹跌至第18位。伯德竭力缩短跟皮奎特的时间差，直到巴西车手反击维珍车的快节奏。罗辛基斯车后端失控，第14圈往后冲入第五弯的屏障。事故迫使他进站换第二台车。第17圈，洛佩兹高速驶离双转弯处出口，重重撞上墙。所幸他的车没有受损，还能倒车离开屏障，但已经落后领头的伯德，布米暂列第二。事故使得部署安全车，让养护工修墙并把洛佩兹的车移出赛道成为必须。第20圈结束，布米等车手选择强制进展换第二台状况安全的车。
伯德不选择进展，在第21圈重启车子，保持在费利克斯·达·科斯塔面前的领先地位。比赛继续后，皮奎特立即进站。伯德被迟来的维尔格尼堵住，落后于费利克斯·达·科斯塔。他选择留在赛道上，采取节省车电量消耗的策略，后面跟着两位捷豹车手。第25圈结束，伯德进站，仿佛他本可以在重新加入比赛时保持领先，却由于第二台车出现技术问题，导致他要走其他重启程序，失去1分27秒，重新进入赛道时落后一圈，跌至15位。在维修站里，埃文斯的第二辆车被发现出电力问题，他的车队选择让他退赛，避免进一步损伤。夫林斯第26圈进站前领先一圈。布米从夫林斯手中接过第一名，迪·格拉西和海费尔德暂列二三名。比赛剩下10圈，迪·格拉西落后布米仅两秒，布米将优势扩大到2.5秒。第36圈，罗辛基斯创下全场最快圈速1:2.947，取得1个积分。
到了第38圈，车手们纷纷乘着省电阶段安全车进场进站维修。安德烈提的费利克斯·达·科斯塔和夫林斯的电力足以在比赛收尾阶段超越第五第六位的丹布罗西奥和特维，因此选择让他们的车手尽可能久地留在赛道上。费利克斯·达·科斯塔随后尝试抓住第四位的普罗斯特，但始终没能接近这位车手。车手们纷纷进入最后一圈，迪·格拉西、海费尔德和普罗斯特仅剩5%的电，布米没能被其他车手超越，锁定胜局。迪·格拉西第二名完赛，领先第三名的海费尔德。第四第五是普罗斯特和费利克斯·达·科斯塔。前十名还有夫林斯、丹布罗西奥、特维、恩格尔和萨拉玆。皮奎特、卡罗尔填补下面两位。伯德快到足以展现自我，超越领头车手，尽管低速出弯时他的车胎打滑，最终以第13名完赛。剩下的完赛选手有杜瓦尔和罗辛基斯。本站是布米的赛季首胜和电动方程式生涯的第七场胜利。比赛领头车手三次易主，四名车手冲入车手前排。布米共领头20圈，远超其他对手。两名退赛车手中，维尔格尼因电池过热退赛，而阿伯特跑完34圈耗尽电量。

### 赛后
前三名车手登上领奖台领取奖杯，并出席随后的新闻发布会。布米表示比赛并不轻松，因为他的电池非常热，跑另一圈他想着没能完不成比赛了。虽说如此，之前的惨淡赛季过后，这位车手对他用一场胜利开启新赛季还是很高兴。后来他承认，除了对他的幕后团队保留褒扬外，他的车子设置没有优势，运气对于他锁定胜局发挥作用。亚军迪·格拉西表示他很满意赛果，比赛“很疯狂”，暗示他的车队不会却步，这是他的赛季的“伟大开局”。他表扬汽修工助他保持领先优势，认为他的目标定在最快圈速奖，但他的车队指引他不断推进。第三名完赛的海费尔德表示能在赛季首场比赛中站上领奖台很荣幸，希望车队能在锦标赛中不断进步。
皮奎特表示，在他的车队看来，这一天过得喜忧参半。高兴的是，他拿到了头位并在一开始创下最快圈速。然而失望的是，他以第11名完赛。他表示，洛佩兹的事故可能会发生在其他车手身上，但这位车手着眼于赛季下一场比赛，希望能排到好位置，他的车队也会不断前进。伯德对结果感到失望，表示如果第二次进维修站能检测出技术问题，而不是后来，就有利了，队友洛佩兹让车迷投票给他，得到了“粉丝加速”，尽管退出电动方程式处子秀，他的仍保持乐观心态：“车很快。我认为排位赛证明了这一点。我确信到了马拉喀什，最终成绩会更好。”维尔格尼声称他车子的水箱出问题时，已经丢掉收获好名次的机会，表示比赛是个“烂摊子”，但确信他会拿下锦标赛。
随着赛季首场比赛的落幕，车手积分榜方面，布米以25分领跑，领先第二第三名的迪·格拉西和海费尔德7分和10分。排第四的普罗斯特得12分，费利克斯·达·科斯塔冲入前五，获10分。由于第一第四名车手都隶属于雷诺车队，该车队在车队积分榜上以37分领跑，Audi Sport ABT和安德烈提18分并列第二。马辛拉德16分排第四，领先第五的NextEV9分。虽然媒体对本站比赛的评价较差，阿加戈还是重申了他在香港举办比赛的承诺，表示赛事带来的财产损失不会使他气馁。

## 比赛数据

### 排位赛
| 排位   | 车号 | 车手                        | 车队           | 圈时     | 间隔   | 最终发车位 |
| ------ | ---- | --------------------------- | -------------- | -------- | ------ | ---------- |
| 1      | 3    | 尼尔森·小皮奎特             | NEXTEV NIO     | 1:03.099 |        | 1          |
| 2      | 88   | 奥利弗·特维                 | NEXTEV NIO     | 1:03.231 | +0.132 | 2          |
| 3      | 37   | 荷西·马利亚·卢比斯          | 维珍-雪铁龙    | 1:03.251 | +0.152 | 3          |
| 4      | 2    | 山姆·伯德                   | 维珍-雪铁龙    | 1:03.258 | +0.159 | 4          |
| 5      | 9    | 塞巴斯蒂安·布米             | DAMS车队       | 1:03.317 | +0.218 | 5          |
| 6      | 19   | 菲利克斯·羅辛基斯           | 马辛拉德       | 1:03.332 | +0.233 | 6          |
| 7      | 66   | 丹尼尔·阿伯特               | Audi Sport ABT | 1:03.615 | +0.516 | 7          |
| 8      | 6    | 路易克·杜瓦尔               | 龙-潘世奇      | 1:03.637 | +0.538 | 111        |
| 9      | 25   | 让-埃里克·维尔格尼          | 钛麒-雷诺      | 1:03.750 | +0.651 | 8          |
| 10     | 8    | 尼克·普罗斯特               | DAMS车队       | 1:03.759 | +0.660 | 9          |
| 11     | 23   | 尼克·海费尔德               | 马辛拉德       | 1:03.848 | +0.749 | 10         |
| 12     | 5    | 马罗·恩格尔                 | 文图瑞         | 1:03.915 | +0.816 | 12         |
| 13     | 28   | 安东尼奥·费利克斯·达·科斯塔 | 安德烈提-宝马  | 1:04.057 | +0.958 | 13         |
| 14     | 47   | 亚当·卡罗尔                 | 捷豹           | 1:04.428 | +1.329 | 14         |
| 15     | 4    | 斯蒂芬·萨拉玆               | 文图瑞         | 1:04.520 | +1.421 | 15         |
| 16     | 20   | 米奇·埃文斯                 | 捷豹           | 1:04.588 | +1.489 | 16         |
| 17     | 33   | 马青骅                      | 钛麒-雷诺      | 1:04.740 | +1.641 | 17         |
| 18     | 7    | 热罗姆·丹布罗西奥           | 龙-潘世奇      | 1:05.166 | +2.067 | 18         |
| 19     | 11   | 卢卡斯·迪·格拉西            | Audi Sport ABT | 1:08.094 | +4.995 | 19         |
| 20     | 27   | 罗宾·夫林斯                 | 安德烈提-宝马  | 1:10.407 | +7.308 | 20         |
| 来源： |      |                             |                |          |        |            |

注：
- ^1  — 路易克·杜瓦尔（英语：Loïc Duval）因在挂红旗的测试赛中超速被罚延后三个车位发车。[29]

### 正赛
| 排位   | 车号 | 车手                        | 车队           | 圈数 | 总时长/退赛 | 最终排位 | 积分 |
| ------ | ---- | --------------------------- | -------------- | ---- | ----------- | -------- | ---- |
| 1      | 9    | 塞巴斯蒂安·布米             | DAMS车队       | 45   | 53:13.298   | 5        | 25   |
| 2      | 11   | 卢卡斯·迪·格拉西            | Audi Sport ABT | 45   | +2.477      | 19       | 18   |
| 3      | 23   | 尼克·海费尔德               | 马辛拉德       | 45   | +5.522      | 10       | 15   |
| 4      | 8    | 尼克·普罗斯特               | DAMS车队       | 45   | +7.360      | 9        | 12   |
| 5      | 28   | 安东尼奥·费利克斯·达·科斯塔 | 安德烈提-宝马  | 45   | +17.987     | 13       | 10   |
| 6      | 27   | 罗宾·夫林斯                 | 安德烈提-宝马  | 45   | +21.161     | 20       | 8    |
| 7      | 7    | 热罗姆·丹布罗西奥           | 龙-潘世奇      | 45   | +28.443     | 18       | 6    |
| 8      | 88   | 奥利弗·特维                 | NEXTEV NIO     | 45   | +30.355     | 2        | 4    |
| 9      | 5    | 马罗·恩格尔                 | 文图瑞         | 45   | +30.898     | 12       | 2    |
| 10     | 4    | 斯蒂芬·萨拉玆               | 文图瑞         | 45   | +31.734     | 15       | 1    |
| 11     | 3    | 尼尔森·小皮奎特             | NEXTEV NIO     | 45   | +35.256     | 1        | 31   |
| 12     | 47   | 亚当·卡罗尔                 | 捷豹           | 45   | +43.839     | 14       |      |
| 13     | 2    | 山姆·伯德                   | 维珍-雪铁龙    | 45   | +48.058     | 4        |      |
| 14     | 6    | 路易克·杜瓦尔               | 龙-潘世奇      | 43   | +2圈        | 11       |      |
| 15     | 19   | 菲利克斯·羅辛基斯           | 马辛拉德       | 43   | +2圈        | 6        | 12   |
| Ret    | 66   | 丹尼尔·阿伯特               | Audi Sport ABT | 34   | 电池        | 7        |      |
| Ret    | 25   | 让-埃里克·维尔格尼          | 钛麒-雷诺      | 31   | 电池        | 8        |      |
| Ret    | 20   | 米奇·埃文斯                 | 捷豹           | 24   | 供电        | 16       |      |
| Ret    | 37   | 荷西·马利亚·卢比斯          | 维珍-雪铁龙    | 15   | 事故        | 3        |      |
| Ret    | 33   | 马青骅                      | 钛麒-雷诺      | 1    | 事故        | 17       |      |
| 来源： |      |                             |                |      |             |          |      |

注：
- ^1  — 头位积三分[20]。
- ^2  — 最快圈速积一分[20]。

## 积分榜
| 排名 | 车手                        | 积分       |
| ---- | --------------------------- | ---------- |
| 1    | 塞巴斯蒂安·布米             | 25         |
| 2    | 卢卡斯·迪·格拉西            | 18 （–7）  |
| 3    | 尼克·海费尔德               | 15 （–10） |
| 4    | 尼克·普罗斯特               | 12 （–13） |
| 5    | 安东尼奥·费利克斯·达·科斯塔 | 10 （–15） |

| 排名 | 车队           | 积分       |
| ---- | -------------- | ---------- |
| 1    | DAMS车队       | 37         |
| 2    | Audi Sport ABT | 18 （–19） |
| 3    | 安德烈提-宝马  | 18 （–19） |
| 4    | 马辛拉德       | 16 （–21） |
| 5    | NEXTEV NIO     | 7 （–30）  |

- 注：仅前五位列入积分榜。